# Mero roig
El mero roig (Epinephelus morio) és una espècie de peix de la família dels serrànids i de l'ordre dels perciformes.

## Morfologia
Els mascles poden assolir els 125 cm de longitud total.

## Distribució geogràfica
Es troba a l'Atlàntic occidental.